# Ešera
Ešera, někdy také Dolní Ešera (abchazsky Ешыра nebo Лбаатәи Ешыра, rusky Эшера nebo Нижная Эшера, gruzínsky ეშერა – Ešera) je vesnice v Abcházii v okrese Suchumi na pobřeží Černého moře. Od abchazského hlavního města Suchumi je vzdálena zhruba 5 km západním směrem. Obec sousedí na západě a na severu s Horní Ešerou a na východě s Gumistou podél stejnojmenné řeky. Vesnicí vede železniční trať spojující Abcházii s Ruskem.
Oficiálním názvem obce je Vesnický okrsek Ešera (rusky Эшерская сельская администрация, abchazsky Ешыра ақыҭа ахадара). Za časů Sovětského svazu se okrsek jmenoval Ešerský selsovět (Эшерский сельсовет).

## Části obce
Součástí Ešery jsou následující části:
- Ešera / Dolní Ešera (Ешыра / Лбаатәи Ешыра / Нижная Эшера)
- Gvandra (Гәандра)
- Ešera Agu (Ешыра агәы)
- Kutyšcha (Кәтышьха)
- Šyckvara Ahabla (Шыцкәара аҳабла)

## Historie

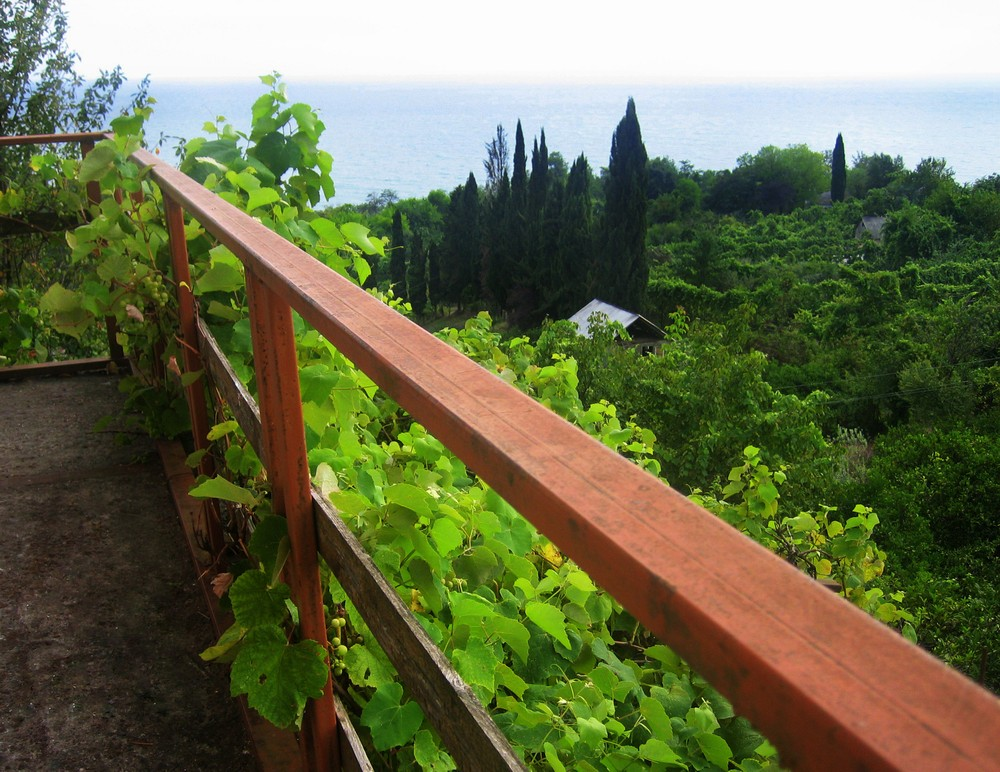
Pohled na moře z jednoho z domů v Ešeře

Na území Ešery se dochovalo mnoho starověkých památek, z nichž nejvýznamnější jsou kromlechy u hranic s Horní Ešerou a antická archeologická naleziště tehdejšího osídlení. Na jihovýchodním úpatí Věreščaginského kopce se nacházejí monumenty z období řecké kolonizace oblasti. Dalšími památkami jsou dolmeny pocházející z 2. tisíciletí př. n. l.
Na konci 19. století se do Abcházie přistěhoval slavný ruský válečný malíř Vasilij Vasiljevič Věreščagin, který si na vrcholu jednoho z ešerských kopců nechal postavit své letní sídlo.. Tento kopec se od té doby jmenuje Věreščaginský. V roce 1884 se sem přistěhovaly arménské rodiny z Ordu. Arméni v současnosti tvoří slabou polovinu obyvatelstva vsi.
Ve 40. letech bylo v Ešeře vybudováno provizorní letiště, které bylo následně v 60. letech přestěhováno do Babušary, kde dostalo název Letiště Suchumi-Babušara. Na místě zrušeného ešerského letiště byla poté vybudována Ústřední olympijská základna pro reprezentanty Sovětského svazu ze čtyřiceti různých sportů. Tehdy to bylo největší centrum sportu v celém SSSR, vybavené na svou dobu špičkovými technologiemi. Zde se sovětští olympionici připravovali na Letní olympijské hry 1980 v Moskvě. V areálu byla k dispozici čtyři fotbalová hřiště a další sportoviště. Součástí bylo i sanatorium "Ešera" spadající pod Ministerstvo obrany SSSR..
Během sovětské éry Ešera rostla a stejně tak i počet obyvatel. Zdejší Abchazy, Armény a Pontské Řeky doplnili přistěhovalí Gruzíni. Bylo vybudováno letovisko pro turisty trávící v Abcházii dovolenou u moře. Dále zde byla postavena arménská střední škola, knihovna, kulturní středisko, zdravotní středisko, železniční zastávka, závody na výrobu oleje, mouky a na servis zemědělských strojů. V Ešeře se též nacházela sovětská tajná základna na výzkum seismologie pro vojenské účely.
Během války v Abcházii vesnicí procházela frontová linie při řece Gumistě. Vinou častého ostřelování bylo kompletně zničeno nebo značně poškozeno mnoho zdejších budov, včetně budov a sportovišť sovětské olympijské základny a hotelů. Budovy, které vydržely, jsou opuštěné a holé na beton a žádný plán navržený na jejich opětovnou rekonstrukci nebyl dosud realizován. Obyvatelstvo z vesnice během války uprchlo a poté se vrátila jen třetina.
V roce 1945 se zde narodil první abchazský prezident Vladislav Ardzinba, jemuž zde byl po jeho smrti vybudován pomník.

## Obyvatelstvo
Dle nejnovějšího sčítání lidu z roku 2011 je počet obyvatel této obce 2141 a jejich složení následovné:
- 876 Abchazů (40,9 %)
- 873 Arménů (40,8 %)
- 233 Rusů (10,9 %)
- 41 Gruzínů (1,9 %)
- 26 Ukrajinců (1,2 %)
- 13 Pontských Řeků (0,6 %)
- 88 ostatních národností (3,7 %)

Před válkou v Abcházii žilo v obci bez přičleněných vesniček 2130 obyvatel. V celém Ešerském selsovětu žilo 6677 obyvatel.